# Fernando de Moraga
Fray Fernando de Moraga nació en Puebla de Alcocer en torno al año 1580. Dedicó su vida a predicar la palabra de Dios entre los indígenas, como sucedió en su estancia en Michoacán (México). Tras varios años pasó a la Custodia de los Ángeles de las Filipinas, donde fue nombrado Visitador de la Custodia.
Dio la vuelta al mundo, estando en varios lugares al servicio de la corona y de la iglesia, como en China, Japón, Filipinas, Manila, Nueva España, Oscilan, Ormuz, Babilonia, Arabia, Persia, Damasco y Francia. Causa de todos estos viajes fue su sobrenombre: “El segundo Marco Polo”. 
Regresó a España en 1619 con motivo del Capítulo General de la Orden Franciscana, celebrado en Salamanca. De regreso, el barco zozobró cerca de las costas de Portugal, de tal forma que su cuerpo, ya sin vida, apareció flotando sobre las aguas del Atlántico. Fue enterrado en la Iglesia parroquial de Santiago Apóstol de Puebla de Alcocer (Badajoz), donde aún hoy se puede ver su lápida de granito.
- Datos: Q5860496